# Chargoggagoggmanchauggagoggchaubunagungamaugg

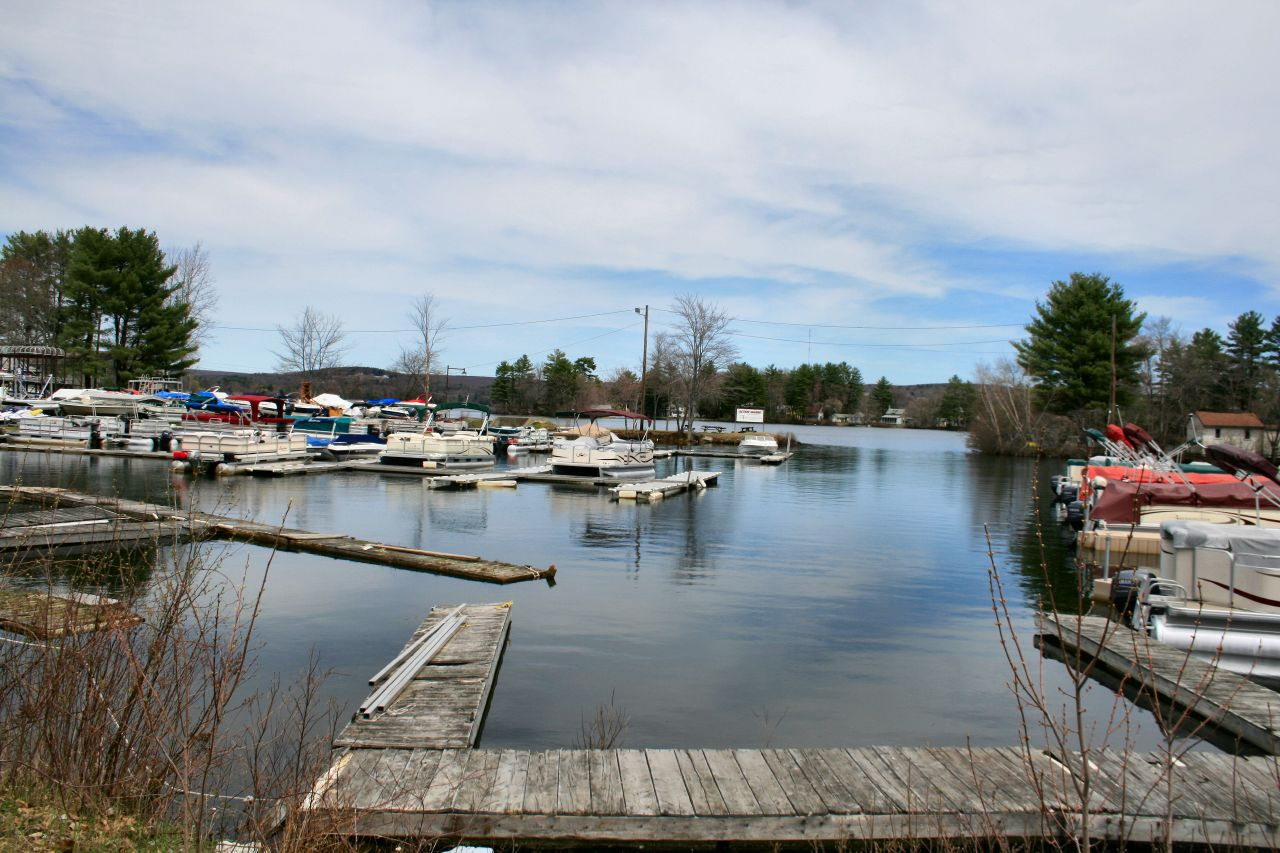
Chargoggagoggmanchauggagoggchaubunagungamaugg, 2007.

Chargoggagoggmanchauggagoggchaubunagungamaugg är en sjö i Massachusetts, USA. Det är det längsta namnet på en plats i USA, och det sjätte längsta i världen. Namnet betyder ungefär "engelsmän vid Manchaug vid fiskeplatsen vid gränsen".